# Notogomphus dendrohyrax
Notogomphus dendrohyrax är en trollsländeart som först beskrevs av W. Foerster 1906.  Notogomphus dendrohyrax ingår i släktet Notogomphus och familjen flodtrollsländor. IUCN kategoriserar arten globalt som livskraftig. Inga underarter finns listade i Catalogue of Life.